# D
D (d in stampatello minuscolo, D in stampatello maiuscolo; chiamata di, pron. /di/, in italiano) è la quarta lettera dell'alfabeto latino, precede la E, succede la C.
[d] è anche il simbolo del suono occlusivo alveolare sonoro nell'alfabeto fonetico internazionale.

## Storia
|                             |                             |                   |                |              |             |
| Alfabeto lineare (un pesce) | Proto-sinaitico (una porta) | Il dāleth fenicio | Il delta greco | Il D etrusco | La D latina |

La lettera D deriva dall'alfabeto lineare, dal grafema che rappresentava un pesce o da quello che rappresentava una porta (daleth). Vari geroglifici egiziani potrebbero esserne all'origine. Nelle lingue semitiche, così come nel greco antico e nel latino, la lettera era pronunciata [d]; nell'etrusco, invece, tale lettera era superflua, ma si mantenne lo stesso.
La forma della minuscola d si sviluppò gradualmente dalla maiuscola.

## Uso nelle lingue

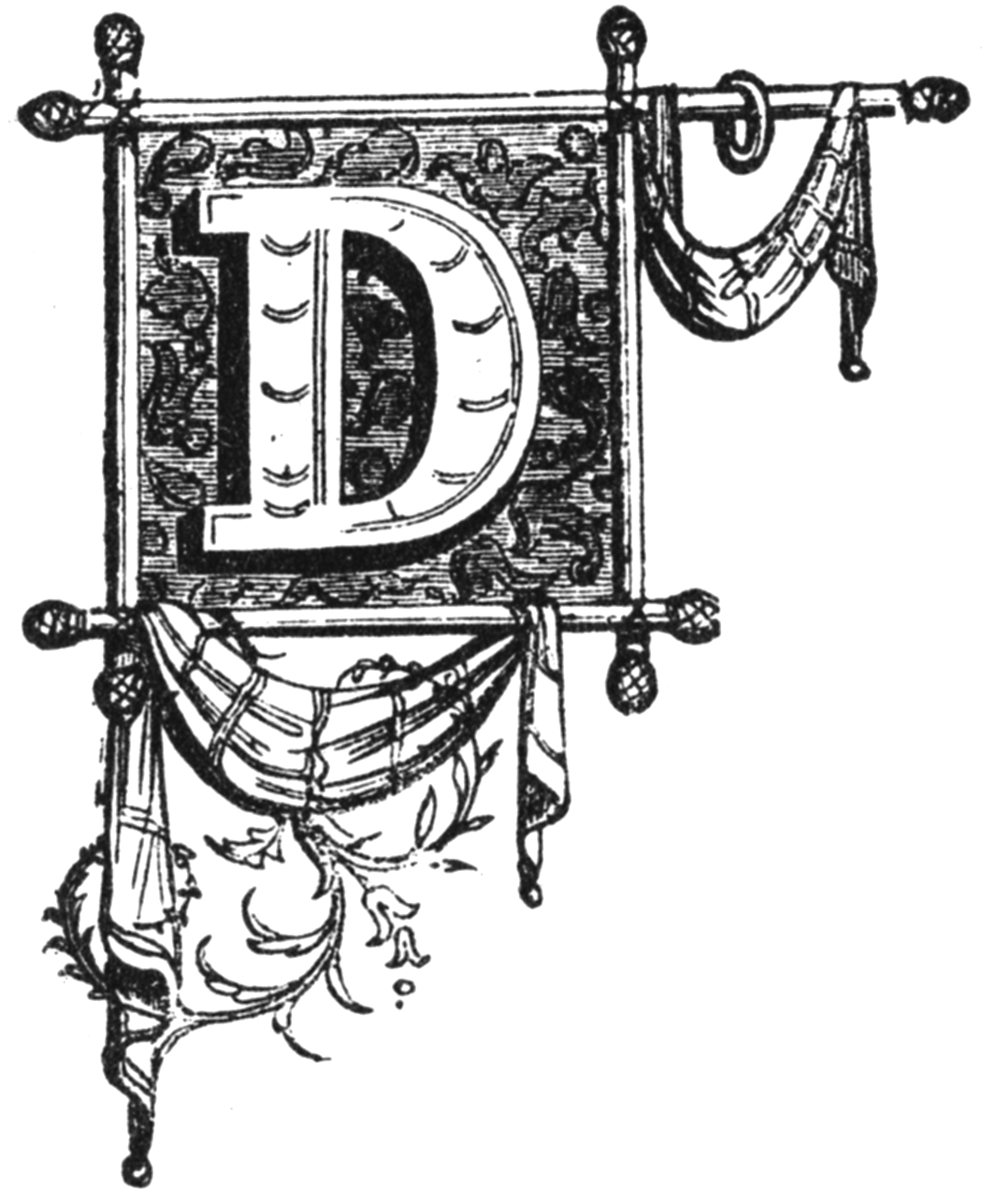
Esempio di capolettera

Nella maggior parte delle lingue scritte con l'alfabeto latino, la D rappresenta il suono [d] (lo stesso suono della lettera in italiano). Eccezioni sono lo spagnolo, dove può essere pronunciata [d] o [ð], e il vietnamita, dove può essere pronunciata [z] o [j].

## Codici informatici
- Unicode: maiuscola U+0044, minuscola U+0064
- ASCII: maiuscola 68, minuscola 100; in binario 01000100 e 01100100 rispettivamente
- EBCDIC: maiuscola 196, minuscola 132
- Entity: maiuscola & #68, minuscola & #100